# 8世纪
| 千纪： | 前1千纪 \| 1千纪 \| 2千纪                                                                                  |
| 世纪： | 5世纪 \| 6世纪 \| 7世纪 \| 8世纪 \| 9世纪 \| 10世纪 \| 11世纪                                              |
| 年代： | 700年代 \| 710年代 \| 720年代 \| 730年代 \| 740年代 \| 750年代 \| 760年代 \| 770年代 \| 780年代 \| 790年代 |

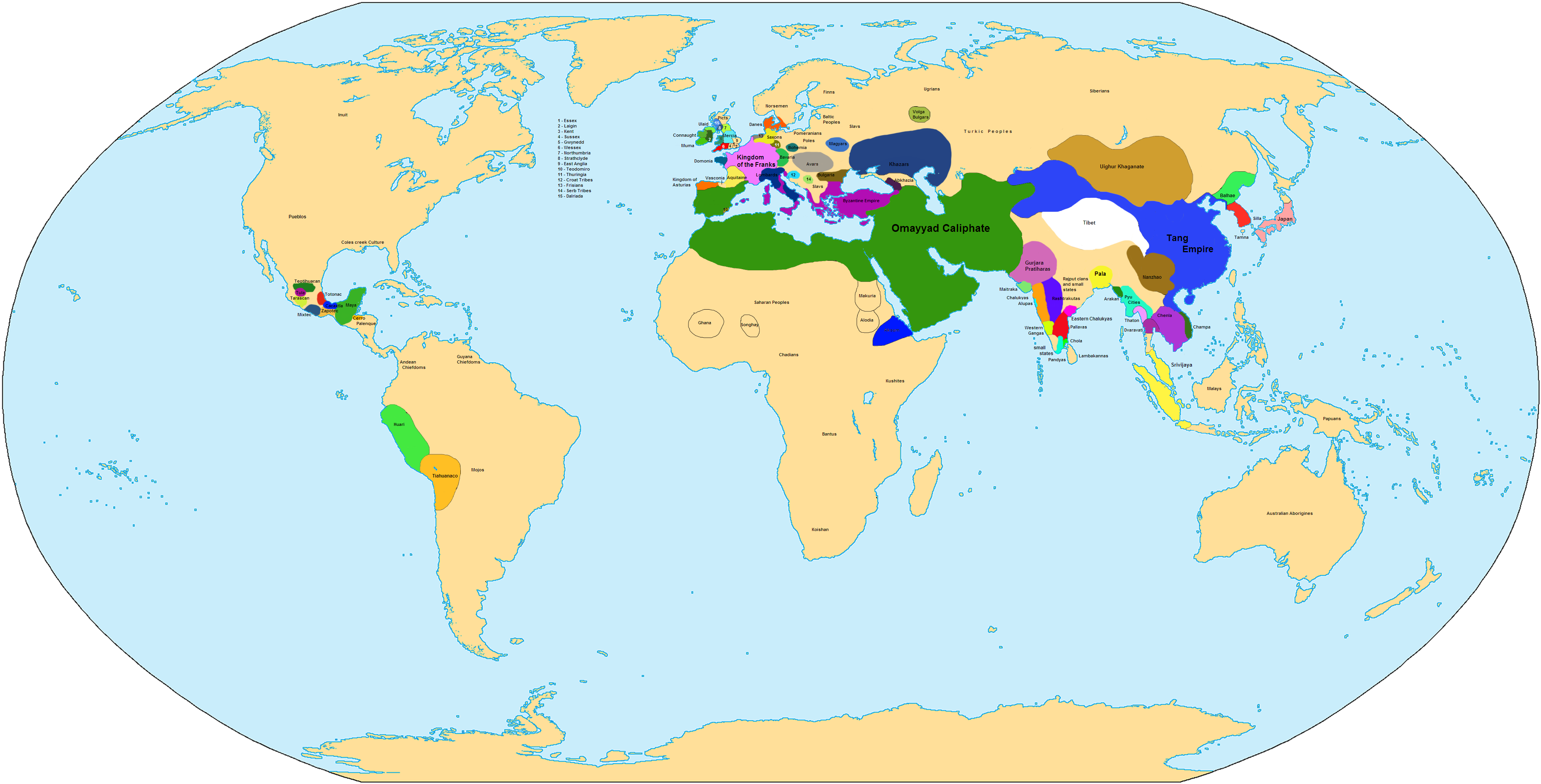
公元750年的世界

公元701年1月1日至800年12月31日的这一段期间被称为8世纪。武则天死后，李氏再度执掌大唐帝国，唐玄宗时期出现了开元盛世。安史之乱是唐由盛转衰的转折点，决定了8世纪后期军阀割据混战的局面。
本世纪朝鲜半岛上新罗王朝居于主导地位，大多数时间日本处于奈良时代。在急剧扩张后，阿拔斯王朝取代倭马亚王朝成为中东地区的统治者，阿拉伯帝国在本世纪中期版图扩张到顶峰。北欧的维京人至迟在本世纪末期开始侵扰欧洲大陆沿岸地区。

## 重要事件、发展与成就
- 科学技术
  - 贾比尔（721年－815年）：波斯煉金術士，被称为「现代化学之父」。首先引用碱、锑等化学术语；并且记载过硝酸、王水、硝酸银、氯化铵、升汞的制法，金属的冶煉方法以及染色方法等；

- 战争与政治

美洲：
- - 馬雅古文明開始衰弱。

中國：
- - 755年，唐朝安史之亂爆發，由安祿山和史思明發起。
  - 756年，楊國忠和楊貴妃被殺，史稱「馬嵬驛兵變」。
  - 783年，唐德宗重用宦官,促成宦官專權導致爆發「涇原兵變」。
  - 787年，唐朝與蕃的關係開始惡化。

歐洲：
- - 732年，鐵鎚查理在伊比利亞半島抗擊阿拉伯人的入侵。
  - 772年─804年，查理曼入侵現今的德國西北部，與撒克遜人作戰三十多年，最終擊潰他們的叛亂，將薩克森納入法蘭克帝國和基督教世界。
  - 774年，查理曼征伐倫巴底。
- 公元7世纪的天灾人祸

- 文化娱乐

- 社會與經濟

- 疾病与医学

- 环境与自然资源

- 宗教與哲學